# Michal Schlegel
Michal Schlegel, né le 31 mai 1995 à Ústí nad Orlicí, est un coureur cycliste tchèque, membre de l'équipe Caja Rural-Seguros RGA.

## Biographie
Parmi les juniors (moins de 19 ans), Michal Schlegel devient à deux reprises champion de République tchèque du contre-la-montre. En 2012 et 2013, il est sélectionné pour représenter son pays lors des championnats du monde. 
En 2015, il signe chez AWT-Greenway, centre de formation de l'équipe World Tour Etixx-Quick Step. Troisième du championnat de République tchèque du contre-la-montre espoirs, il montre également l'étendue de son talent dans les courses par étapes en terminant troisième du Tour de Bohême de l'Est, sixième du Czech Cycling Tour, dixième du Tour de la Vallée d'Aoste ou encore quinzième et meilleur jeune du Trophée Joaquim-Agostinho. En fin d'année, il se classe septième des  championnats du monde espoirs à Richmond. 
Au second semestre 2019, il se classe deuxième du Tour d'Alsace. Il est également sélectionné pour représenter son pays aux championnats d'Europe de cyclisme sur route. Il s'adjuge à cette occasion la septième place  du relais mixte et la vingt-quatrième du contre-la-montre individuel.
En 2020, il termine quatrième du championnat de République tchèque du contre-la-montre et se classe vingt-deuxième du Tour de Hongrie.

## Palmarès
- 2012
  -  Champion de République tchèque du contre-la-montre juniors
- 2013
  -  Champion de République tchèque du contre-la-montre juniors
- 2014
  - 2e du championnat de République tchèque du contre-la-montre espoirs
- 2015
  - 3e du championnat de République tchèque du contre-la-montre espoirs
  - 3e du Tour de Bohême de l'Est
  - 7e du championnat du monde sur route espoirs
- 2016
  -  Champion de République tchèque sur route espoirs
  -  Champion de République tchèque du contre-la-montre espoirs
  - 2e du Gran Premio Palio del Recioto
- 2017
  - 3e du Grand Prix Priessnitz spa
- 2019
  - 3e étape du Tour Alsace
  - 2e du Tour Alsace
- 2021
  - Tour of Malopolska : 
    - Classement général
    - 1re étape

  - 2e étape du Tour de Haute-Autriche
  - Visegrad 4 Bicycle Race - GP Hungary
  - 3e du GP Slovenia
  - 3e du Tour de Haute-Autriche
  - 3e du Sibiu Cycling Tour

## Résultats sur les grands tours

### Tour d'Italie
1 participation
- 2017 : 45e

### Tour d'Espagne
1 participation
- 2023 : 114e

## Classements mondiaux
| Année                                 | 2014 | 2015 | 2016 | 2017 | 2018  | 2019 | 2020 | 2021 | 2022  | 2023  | 2024  |
| ------------------------------------- | ---- | ---- | ---- | ---- | ----- | ---- | ---- | ---- | ----- | ----- | ----- |
| Classement mondial                    |      |      | 842e | 446e | 1404e | 459e | 756e | 287e | 1970e | 1354e | 3328e |
| UCI Europe Tour                       | 660e | 416e | 541e | 292e | 944e  | 357e | 605e | 242e | 1262e | nc    | nc    |
| UCI America Tour                      | nc   | 195e | nc   | nc   | nc    |      |      |      |       |       |       |
|                                       |      |      |      |      |       |      |      |      |       |       |       |
| Légende : nc = non classéSource : UCI |      |      |      |      |       |      |      |      |       |       |       |